# Wietlin (gromada)
Wietlin – dawna gromada, czyli najmniejsza jednostka podziału terytorialnego Polskiej Rzeczypospolitej Ludowej w latach 1954–1972.
Gromady, z gromadzkimi radami narodowymi (GRN) jako organami władzy najniższego stopnia na wsi, funkcjonowały od reformy reorganizującej administrację wiejską przeprowadzonej jesienią 1954 do momentu ich zniesienia z dniem 1 stycznia 1973, tym samym wypierając organizację gminną w latach 1954–1972.
Gromadę Wietlin z siedzibą GRN w Wietlinie utworzono – jako jedną z 8759 gromad na obszarze Polski – w powiecie jarosławskim w woj. rzeszowskim na mocy uchwały nr 21/54 WRN w Rzeszowie z dnia 5 października 1954. W skład jednostki weszły obszary dotychczasowych gromad Wietlin (bez obszaru katastralnego spółdzielni produkcyjnej Wietlin III) i Wysocko ze zniesionej gminy Munina w tymże powiecie. 
13 listopada 1954 gromada weszła w skład nowo utworzonego powiatu radymniańskiego, gdzie ustalono dla niej 12 członków gromadzkiej rady narodowej.
31 grudnia 1961, w związku ze zlikwidowaniem powiatu radymniańskiego gromadę Wietlin włączono z powrotem do powiatu jarosławskiego w tymże województwie, gdzie włączono do niej wieś Surochów ze zniesionej gromady Surochów.
Gromada przetrwała do końca 1972 roku, czyli do kolejnej reformy gminnej.